# Voeren
Voeren (deutsch Vuren, limburgisch Voere, französisch Fourons, wallonisch Foron) ist eine belgische Gemeinde. Sie ist seit 1963 eine Exklave der flämischen Provinz Limburg und eine Fazilitäten-Gemeinde. Sie grenzt im Norden an die niederländische Provinz Limburg sowie im Süden und Westen, wo einige hundert Meter die Maas die Gemeindegrenze bildet, an die Gemeinden Dalhem, Aubel und Plombières der wallonischen Provinz Lüttich. 

## Geografie

### Landschaft
Ein Teil der Gemeindegrenzen ist mit der belgisch-niederländischen Grenze identisch. Die Gemeinde liegt im hügeligen Ardennen- oder auch Eifelvorland, was für etwas Tourismus sorgt, vor allem im höher gelegenen östlichen Teil.
Sie besteht im Wesentlichen aus dem Tal des namengebenden 12 km langen Baches Voer, der in Eijsden (NL) in die Maas mündet.
Die Fläche beträgt 50 km2, und die Einwohnerzahl liegt bei ca. 4.100.

### Ortsteile
Die Gemeinde besteht aus sechs Dörfern (ehemalige Gemeinden):
- ’s-Gravenvoeren (frz.: Fouron-le-Comte)[2]
- Sint-Pieters-Voeren (frz.: Fouron-Saint-Pierre)[3]
- Sint-Martens-Voeren (frz.: Fouron-Saint-Martin)[4]
- Moelingen (frz.: Mouland)[5]
- Remersdaal (frz.: Rémersdael, deutsch: Reemersthal)[6]
- Teuven

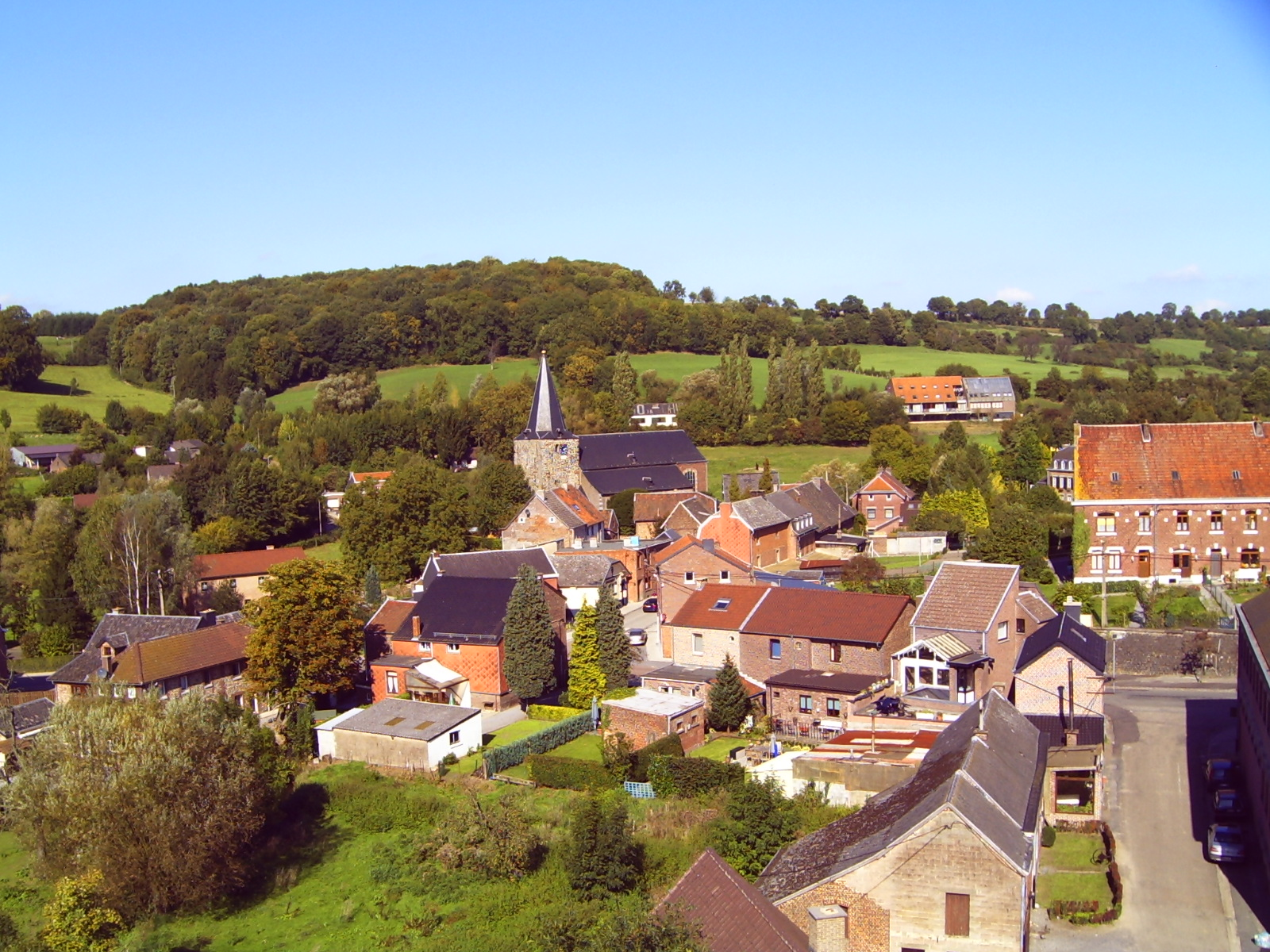
Sint-Marten-Voeren

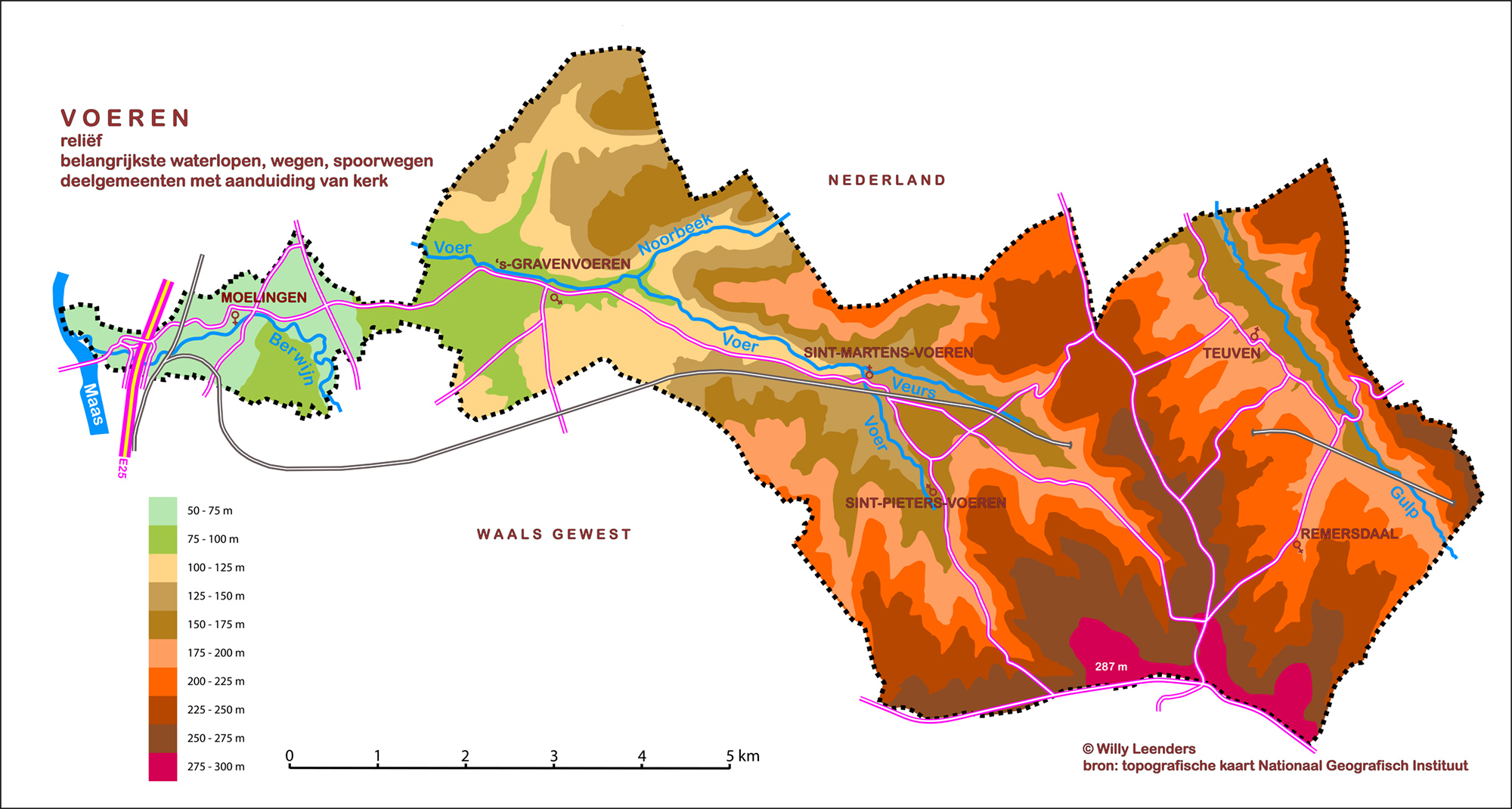
Reliefkarte der Gemeinde Voeren

Hinzu kommt Hagelstein, das früher zur Gemeinde Remersdaal gehörte.

## Geschichte
Ein Treffen zweier Könige, Ludwigs des Jüngeren mit Ludwig dem Stammler, im Jahr 878 in Furonis könnte die älteste Urkunde über den Ort sein (Regesta Imperii I, 1559c). Im hohen Mittelalter gehörte das Gebiet von Voeren zum Herzogtum Brabant und somit zu den Burgundischen Niederlanden, später zu den Habsburgischen Niederlanden. Nach dem Achtzigjährigen Krieg wurde es ein Teil der Spanischen Niederlande. Von 1794 bis 1815 war es französisch besetzt. Bei der belgischen Staatsgründung 1830 wurde es ein Teil der belgischen Provinz Lüttich, bis es 1963 als Exklave der Provinz Limburg und damit Flandern zugeschlagen wurde.
Am 1. Januar 1977 wurden die bisher selbständigen Gemeinden – die heutigen Ortsteile – zur neuen Gemeinde Voeren zusammengeschlossen.

## Sprachproblematik

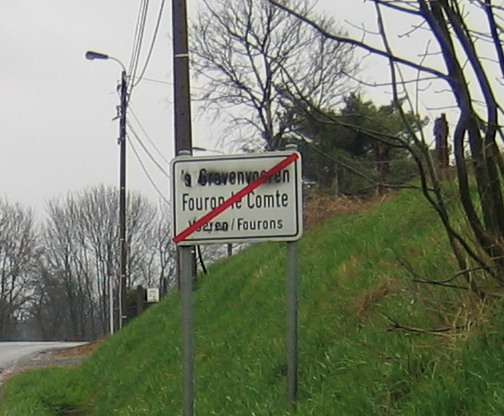
Mehrsprachig beschriftetes Ortsschild, bei dem die niederländischen Bezeichnungen übersprüht wurden

Bis zur Gründung des belgischen Staates im Jahr 1830 sprachen die Bewohner Voerens nur limburgisches Platt (Veurs), das ein Dialektkontinuum mit dem im Süden der niederländischen Provinz Limburg verbreiteten Dialekt bildete. Bei der Gründung des Staates wurden die Voerener der wallonischen Provinz Lüttich zugeteilt; die Amtssprache war somit Französisch. Im Laufe des 20. Jahrhunderts teilte sich die Bevölkerung in 60 % französisch- und 40 % niederländischsprachigen Bewohnern, obwohl fast alle Einwohner auch den lokalen Dialekt sprechen. Am 1. September 1963 wurde in Belgien die Sprachgrenze per Gesetz festgelegt und Voeren als Exklave der niederländischsprachigen Provinz Limburg zugesprochen, um den historischen Sprachgewohnheiten Rechnung zu tragen.
Seit dieser Zeit ging von dieser kleinen Gemeinde immer wieder Unruhe aus. Die Bevölkerung war in eine flämisch- und eine wallonischgesinnte Gruppe gespalten. Dies führte Ende der 1970er Jahre und Anfang der 1980er Jahre einige Male zu Scharmützeln zwischen den beiden Gruppen. Bei den Gemeinderatswahlen von 1982 ließ sich einer der kämpferischsten Wallonischgesinnten, der Landwirt José Happart, als Bürgermeisterkandidat nominieren und gewann die Wahl. Die Tatsache, dass der französischsprachige Happart als Bürgermeister einer niederländischsprachigen Gemeinde kein Wort Niederländisch sprach, führte zu erheblichen politischen Spannungen bis hin zu Regierungskrisen auf höchster Ebene. Der Konflikt wurde erst im Jahr 1989 beendet, als Happart durch den niederländischsprachigen Nico Droeven ersetzt wurde, der auch Französisch beherrschte.
Bei den Wahlen von 2000 trat aufgrund von EU-Regelungen eine Neuerung ein. Alle in der Gemeinde wohnhaften EU-Staatsangehörigen durften an den Gemeinderatswahlen teilnehmen. Aufgrund der Grenznähe zu den Niederlanden lebten damals in Voeren etwa 17 % Niederländer (2005: 22 %). Dieser Anteil reichte für die niederländischsprachige Partei Voerbelangen („Interessen der Voerener“) aus, um die Wahl mit 53 % der Stimmen zu gewinnen und die bisher regierende wallonischgesinnte Partei, Retour à Liège („Zurück zu Lüttich“) in die Opposition zu verweisen. 2006 gewann Voerbelangen 61 % der Stimmen in den Gemeinderatswahlen, die in Retour @ Libertés („Zurück zu den Freiheiten“) umbenannte wallonischgesinnte Opposition nur noch 39 %. Bürgermeister war von 2000 bis 2019 der Flame Huub Broers.

## Gemeindepartnerschaft
Voeren pflegt seit Juni 2001 eine Partnerschaft mit der ehemaligen Schweizer Gemeinde Vellerat im Kanton Jura.